# 心房中隔欠損
心房中隔欠損（しんぼうちゅうかくけっそん、英: atrial septal defect，ASD）は心臓の右心房と左心房を隔てる心房中隔に穴が開いた病気。

## 概念
右心房と左心房を隔てる壁を心房中隔といい、心房中隔に穴が空いた病気。
左心系と右心系の血液が毛細血管を経ずに移動することを「短絡」（シャント、shunt）という。左心系から右心系への短絡を「左右短絡」、右心系から左心系への短絡を「右左短絡」という。本症は短絡性心疾患の一つである。

## 病態
心房を隔てる心房中隔が欠損しているので、短絡が起こる。心臓は体循環系である左室系のほうが肺循環系である右室系よりも高圧なので、本症では左右短絡が起こる。左右短絡では、右心系は本来よりも高い圧に曝されて、その血液を送り出すために右心負荷が掛かり、肺血流が増加する。

## 分類
一次孔欠損と二次孔欠損があり、高位欠損型、中央部欠損型、下部欠損型に分けられる。

## 原因
胎児期の心房中隔の形成異常により心房中隔に欠損孔が残る。
正常の場合は以下のように心房中隔が形成される。
1. 受精後30日ごろに左房側に一次中隔が周辺より生じて一次孔（最初からあった空間）を閉鎖するが、ふさがり切る前に二次孔が上部に開く。
2. 受精後35日ごろから二次中隔が右房側に生じ、二次孔を覆うがこちらは下まで塞ぎ切らずに「卵円孔」という卵形の穴が残る。
3. 胎児期は一次・二次中隔は癒着せず、右房（の卵円孔）から押せば一次中隔がたわんで血流が通るが、出生後左心系の圧力が上がると左房からは二次中隔に支えられて一次中隔がたわめないので血流が流れなくなり、機能的に閉鎖する。
4. この後通常は両中隔は融合閉鎖するが、10～20％ほど癒着しないままの人がおり、これを卵円孔開存（Patent Foramen Ovale: PFO）と呼ぶがこれは心房中隔欠損と異なり、中隔の弁状構造により、右房圧を上回る左房圧で閉鎖されているので、血流は無いかあってもごくわずかのため病気として問題になることは基本的にない。（まれに卵円孔開存で右心系から左心系に血栓が流入して脳梗塞を起こした事例はある）[3][4]。

心房中隔欠損はこうした中隔の発達に問題が起きたもので、欠損部位により下記のように一次孔型・二次孔型・静脈洞型・冠静脈洞型などに分類される。
一次孔型
心内膜床の発達に問題が起き、一次中隔と心内膜床の融合が起きずに一次孔が開口したまま。心内膜床に異常があるため僧帽弁や三尖弁にも異常合併が多い。詳しくは心内膜床欠損症（もしくは房室中隔欠損症）の「不完全型」を参照。
二次孔型
一次中隔もしくは二次中隔の形成不全によって二次孔が閉鎖しない状態。心房中隔欠損でも最多（70％）をしめ、単に心房中隔欠損（ASD）というと二次孔型を指す。
その他
静脈洞型は右房に不完全に吸収されたり二次中隔の発生異常で起こる。上位欠損と下位欠損にさらに分かれ、それぞれ上大動脈と下大静脈の開口部付近に欠損孔がある。「その他」の中では静脈洞型上位欠損が一番多く、肺静脈に隣接しているため部分肺静脈還流異常症（PAPVR）の合併が多い。
冠静脈洞型は左側静脈洞と心房の間にある組織の形成不全で起こるが非常にまれ。

## 統計
- 中央部欠損型が70%、下部欠損型が20%、その他の型が10%となっている[5]。
- 短絡量が50%以上の場合が多い。

## 疫学
- 女性に多く、男女比1:2[7]。

## 症状
労作性呼吸困難、動悸、息切れ、易疲労など。また肺高血圧も併発しやすい。
なお、先天性心疾患は短絡した血液の流れが内膜を傷つけることで感染性心内膜炎を起こしやすいが、心房中隔欠損では左右心房の圧力差が小さいので心内膜を傷つけにくく感染性心内膜炎は稀。
理論上は肺高血圧が進行すると肺血管抵抗の増加で右心系の圧力が上がり左心系に逆流するアイゼンメンゲル（Eisenmenger）症候群になる可能性もあるが、心房中隔欠損の短絡は拡張期に起きるので右房の圧力は左房圧を大きく上回ることがなく、右→左短絡はそれほど多くならずアイゼンメンゲル症候群に至るケースは稀である、ただし万一ここまで悪化すると手術（カテーテル含む）による治療が不可能になる。

## 検査

### 身体基本検査

#### 聴診
- 肺動脈領域の駆出性収縮期雑音
右心負荷による肺高血圧症による。
なお、心房中隔欠損の欠損孔は通常大きい（直径1-3cm[10]あるいは2-4cm[11]）のと左右房の圧較差が小さいのでここを通る血液の雑音はほとんどしない[12][10]。
- II音（大動脈弁閉鎖音「IIa」と肺動脈弁閉鎖音「IIp」）の固定性分離
II音は2つの音なので健常な人間でも吸気時に静脈から戻る血液量の変化でごくわずかにずれがある（呼吸性分裂）が、心房中隔欠損の場合は左→右短絡があるのでその分右心室の処理する血液が増え、肺動脈弁の閉鎖が大動脈弁の閉鎖より大きく遅れてIIaとIIpの音が別々の音として聞こえるようになり、更に健常者にあった吸気時の分裂が同時に起こる肺血流の変化に伴う左房→右房短絡の血流と相殺し合うので吸気・排気双方でIIp音の遅れ方が常に一定になり、これを「固定性分離」という[13]。
- III音
収縮期に左心房から右心房へ短絡した血液の分だけ肺循環系を通って左心房へ多く流れ、その分だけ拡張早期に左心房から勢いよく血液が左心室壁を振動させることで生じる。
- 胸骨左縁下部の拡張中期雑音
左右短絡による相対的三尖弁狭窄による。

### 心臓超音波検査
- 心室中隔奇異性運動
右心負荷による

### 静脈カテーテル検査
- 上大静脈血から右心房血への血中酸素飽和度の上昇（O2 step up）
右心系（右心房→右心室→肺動脈）は静脈血が流れており、途中に酸素供給もないのでカテーテルを進めて酸素飽和度を測定した場合、通常はずっと低いままなので途中で上昇がある場合左心系から動脈血が短絡していることになる。このうち右心房で上昇があれば心房中隔欠損が疑われる[14]。

## 診断
カラードップラー心臓超音波検査で左右短絡を認めたら本症と診断する。

## 治療
心房中隔欠損は乳児期を除き自然閉鎖を期待できないこと、小児期には無症状でも成長してから労作時呼吸困難などの問題が起きるので手術を就学前に行うのが望ましい。
治療の対象は軽症（肺体血流比QP/QS＜1.5）は無治療の場合が多い。肺体血流比が2以上あったりするもの。や、それ以下でも以下の1～4の兆候がそろったものには就学期前後、もしくは発見後なるべく早くに行う。
1. 小児期から心雑音を指摘されていたが、発育や身体機能に異常なく成長。
2. 思春期~中年期以降になって労作時呼吸困難、易疲労性。
3. 聴診で心房中隔欠損の兆候がある。
4. 心電図で右軸変異、右室肥大、不完全右脚ブロック（IRBBB）、心房細動（AF）［中年期以降］を認める

治療は人工心肺を使用し、胸を切り開き直視下で欠損孔を直接（直接縫合閉鎖）もしくはパッチ（同種心膜パッチ）を張って縫って閉じる単純だが確実な外科的閉鎖術と、カテーテルで大腿静脈→下大静脈→右心房と向かい、欠損孔を通して左心房側から形状記憶合金製ワイヤーによるメッシュ状円盤と布製パッチによる閉鎖栓を送り込み、傘のように広げて塞ぐカテーテルガイド下デバイス閉鎖術があり、後者は体への負担は小さく入院も数日で済むが、欠損孔が大きすぎたり辺縁部が脆弱だと使えないという欠点がある。

## 予後
- 放置すると40歳以上で鬱血性心不全を生じて、右心不全を来たしやすい。
- 乳児期に発見された場合、8mm以下の孔は自然閉鎖する事もある（約50％）[7]。
- 女性は妊娠を期に肺高血圧が急に進むこともあり注意[7]。

## 診療科
- 循環器内科
- 心臓血管外科